# Laurynas Gucevičius
Laurynas Gucevičius (polska: Wawrzyniec Gucewicz), född 5 augusti 1753, död 1798 i Vilnius, var en litautisk arkitekt.
Laurynas Gucevičius föddes i byn Migonys i Storhertigdömet Litauen, där hans far, Simonas Masiulis, var bonde. Gucevičius studerade teknik och gick på arkitekturföreläsningar på en skola i Vilnius åren 1773–1775.
År 1776 tilldelades han ett stipendium av kung Stanisław II August Poniatowski som möjliggjorde hans resa till Rom i Italien, där han kom att bedriva arkitekturstudier. Han reste senare runt i Västeuropa, och besökte utöver Italien, även Danmark, Frankrike och Sverige.
År 1789 adlades han för sina arkitektoniska förtjänster.

## Bilder

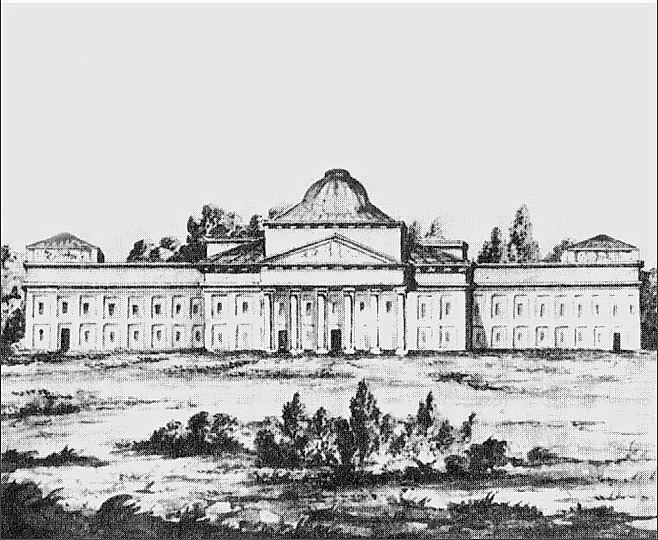
Verkiai-palatset
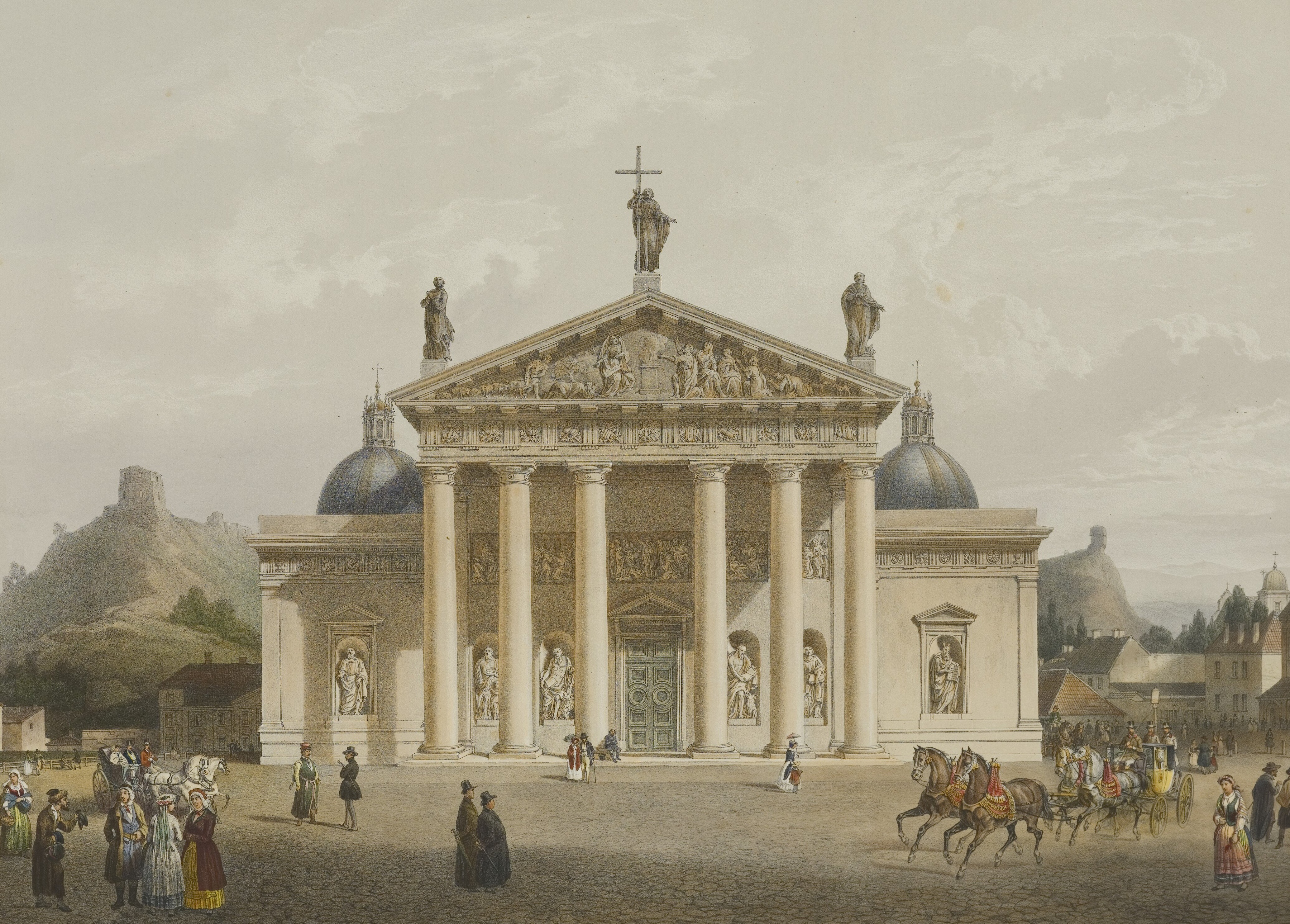
Vilnius katedral